# Wu Meixu
Wu Meixu (chinesisch 吳美旭, Pinyin Wú Měixù; * 21. Mai 2000) ist eine chinesische Tennisspielerin.

## Karriere
Wu spielt hauptsächlich Turniere auf der ITF Women’s World Tennis Tour, wo sie bislang zwei Titel im Doppel gewinnen konnte.

## Turniersiege

### Doppel
| Nr. | Datum         | Turnier | Kategorie | Belag     | Partnerin | Finalgegnerinnen       | Ergebnis         |
| --- | ------------- | ------- | --------- | --------- | --------- | ---------------------- | ---------------- |
| 1.  | 29. Juni 2019 | Naiman  | ITF W25   | Hartplatz | Guo Meiqi | Jiang Xinyu Erika Sema | 6:4, 7:65        |
| 2.  | 16. Juli 2023 | Naiman  | ITF W25   | Hartplatz | Feng Shuo | Dang Yiming You Xiaodi | 1:6, 6:3, [10:5] |